# 山田花子 (タレント)
山田 花子（やまだ はなこ、1975年〈昭和50年〉3月10日 - ）は、日本のお笑いタレント、コメディエンヌ、女優。愛称は、花子、花ちゃん。
大阪府堺市北区南花田町出身。吉本興業所属。夫はトランペット奏者の福島正紀。

## 来歴
大阪の毎日放送『4時ですよーだ』に素人として出演したのをきっかけに、中学校在学中からタレント活動を開始した。
その後、『ダウンタウンのごっつええ感じ』に吉田ヒロの後任としてレギュラーに抜擢されるなどしたが、高校卒業後、一時はプロレスラーを目指してJWP女子プロレスの練習生となる。しかし、受け身が出来ず、練習中に頭蓋骨を骨折する重傷を負ってしまい、断念した。なお、リングネームも「山田花子」を継続して使う予定だった。
お笑いの世界へ戻ると吉本新喜劇で人気を得る。ずんぐりとしたユーモラスな外見と「カモ〜ン」「汗ばむわぁ〜」などのセクシー口調のギャグが定番（これらのギャグは辻本茂雄の発案であることが本人のブログで明かされている）。
世間一般で美人と言われるタレント（女優）に対して暴言を吐く・同列に扱う、先輩タレント・大御所を呼び捨てする・馴れ馴れしい口調で応える、知ったかぶりをしてたどたどしく言い間違えてボケる、といったギャグも頻出である（相手役は辻本や桂吉弥、東野幸治などが多い）。
2002年公開の『劇場版ポケットモンスター・ピカピカ星空キャンプ』では、当時の事務所仲間であるDonDokoDon、雨上がり決死隊と「ボケモン5」を結成し、主題歌「あの丘を目指して」を担当した。
2003年公開の『おどるポケモンひみつ基地』ではナレーションを担当した。
2007年8月7日から8月13日までの1週間、NGKでの吉本新喜劇定期公演に、約10年ぶりに出演した（2008年8月5日からの公演にも出演）。これは、自らが慕う吉本新喜劇の先輩・未知やすえが、特別に座長公演を行うことと関係がある模様。
2006年に公演した「明石家さんまプロデュース 今回もコントだけ」に中村玉緒とゲスト出演したことで、明石家さんまファミリーに入る事になる。これにより2008年（第14回）、2010年（第15回）に上演された舞台にも参加している。またこれを切っ掛けとして毎日放送で長年にわたって放送中の「痛快!明石家電視台」のレギュラーの座にも加わることになる。
2010年5月6日、かねてより交際していたトランペット講師の福島正紀と同年5月3日に結婚した事を発表し、同年5月24日放送の「HEY!HEY!HEY! MUSIC CHAMP」で初めてその顔写真を公開した。更に、同年6月29日の「踊る!さんま御殿!!SP」で夫婦共演を果たした。
2012年2月6日、第一子を妊娠中で、出産予定が同年夏であることを報じられた。
2012年6月29日午前8時13分、第一子となる男児を帝王切開で出産した。
2015年12月9日、第2子妊娠中で出産予定日が翌年5月であることを発表した。
2016年5月7日午後3時5分、第二子となる男児を帝王切開で出産した。
2016年8月16日、大阪に拠点を戻し、なんばグランド花月(NGK)での吉本新喜劇の舞台に座員として復帰し、2004年に完全に東京（ルミネ）に進出して以来約12年ぶり（厳密には「超!よしもと新喜劇」の収録が始まった97年以来19年ぶり）にNGKの新喜劇に定期的に出演している。

## 人物
- 小学生の時にテレビで全日本女子プロレスのクラッシュギャルズを見て大ファンになり、1985年8月28日に大阪城ホールで行われた伝説の『敗者髪切りデスマッチ』を7列目の席で観戦している。プロレスラーになってダンプ松本を倒す事が将来の夢となり、クラッシュギャルズに倣い空手教室に通い始めた[7]。初めて購入したレコードはクラッシュギャルズの『炎の聖書』である。
- プライベートでは「女芸人会」を率いており、森三中やだいたひかるなどがメンバーである。
- 中学生の頃からタレント活動しているため、年上の後輩が多いが、ナインティナインやFUJIWARA、千原兄弟、陣内智則などは、山田に対し呼び捨てや馴れ馴れしい口調で話すなど、事実上後輩扱いしている。
- モンゴル人にとって山田の顔は、藤原紀香や松嶋菜々子を差し置いて、ダントツ人気の理想的な美人顔である[8]。
- 趣味でトランペットを習っている。2009年1月にアースマラソン途中の間寛平が太平洋に向けて出航する際には、未来予想図IIを港で演奏して見送った。
- 包丁は左手を使用するが、箸は右手を利用する[9]。

## ギャグ
・「はあ〜汗ばむわ〜」「カモ〜ン」「早くしないと花子が逃げちゃうぞ〜」と地面に座り込む（実際は全くセクシーではない）誘惑芸。やられた側の男性は「そのままどっか行ってまえ!」とツッコミを入れるが、誘惑されて「いただきます」と近寄る男性もいる。
花子「私の名前は、橋本環奈です(他にも広瀬すず、レディー・ガガなどのバリエーションがある)。」
ツッコミ「嘘つけ!こんなんどう見てもバカボンやないか!」
花子「誰がバカボンなーのだ?」
ツッコミ「それがや!」
花子「…本当は、山田花子です」
ツッコミ「山田花子て、銀行の見本みたいな名前やな」
花子「誰が銀行の見本みたいな名前なーのだ?」
ツッコミ「バカボン残ってる!」
ショートヘアの髪型で「和田アキ子」と呼ばれることもあり、その時は「古い日記」を歌いながら「あの頃は〜、ヒッ!」とボケる。
大抵は善人の役、まれにヤクザや借金取りなど悪役で出演するが、どちらの役であっても間の抜けた役柄になる。

## 出演

### 映画
- 大阪好日 （1997年、吉本興業）
- 父危篤、面会謝絶 （1997年、吉本興業）
- 映画版 未来日記 The Future Diary On The Film （2000年、松竹）
- 明日があるさ THE MOVIE （2002年、東宝）
- 模倣犯 （2002年、東宝）
- 嫌われ松子の一生 （2006年、東宝）
- 無花果の顔 （2006年、東宝） 主演
- 椿山課長の七日間 （2006年、松竹）
- 桜と印籠 （2008年、吉本興業）
- 20世紀少年 第1章（2008年）友民党CMのタレント(本人) 役
- YOSHIMOTO DIRECTORS 100 上田大樹監督作品「パパとママがふしあわせでありますように」（2008年）

### テレビアニメ
- とっとこハム太郎（2002年）ハナちゃん 役※特別出演

### 劇場アニメ
- 劇場版ポケットモンスター おどるポケモンひみつ基地（2003年） - ナレーター
- 劇場版しまじろうのわお! しまじろうと にじのオアシス（2017年3月10日） - ガラガラヘビコ 役[10]

### テレビ番組
- 夕焼けの松ちゃん浜ちゃん（朝日放送、1991年）
- ダウンタウンのごっつええ感じ（フジテレビ、1992年 - 1993年）
- なんじゃそら三人組（朝日放送、1995年 - 2000年）
- 森田一義アワー 笑っていいとも!（フジテレビ、1997年 - 2002年）
- 笑っていいとも!増刊号
- 笑っていいとも!特大号
- ツッコメディ!痛快パラダイス（朝日放送、2000年）
- なんやモー目茶苦茶屋（朝日放送、2000年 - 2002年）
- 特ダネ野郎えぇチーム（朝日放送、2002年）
- 1、2、駐在さんダァ〜!!（朝日放送、2002年 - 2004年）
- 開運コメディ 今日も大吉!パンパンパン（朝日放送、2004年）
- なにわ人情コメディ 横丁へよ〜こちょ!（朝日放送、2004年 - 2008年）
- よしもと新喜劇（毎日放送）
- マジカル頭脳パワー!!（日本テレビ）不定期出演
- THE夜もヒッパレ（日本テレビ）不定期出演
- 笑点お正月スペシャル（日本テレビ）『振袖大喜利』に1999年から2013年まで毎年出演し、6代目三遊亭円楽とペアを組んでいた。
- 爆笑コメディー 名探偵山田花子（関西テレビ）
- TIM神様の宿題（中国放送）
- おはスタ（テレビ東京、1998年 - ）
- 天才てれびくんMAX ビットワールド（2007年、NHK教育テレビジョン）ハナナン 役
- あったか人情コメディ 湯けむりパラダイス!（朝日放送、2008年 - 2009年）
- 全快はつらつコメディ お笑いドクター24時!!（朝日放送、2010年 - 2011年）
- 痛快!明石家電視台 （毎日放送、2009年 - ） 準レギュラー
- バラエティー生活笑百科（NHK大阪放送局、2013年12月 - ）準レギュラー[11]

### ドラマ

#### 連続
- ピーチな関係（よみうりテレビ）
- イヴ （フジテレビ）
- 水戸黄門（TBS）
- 教習所物語（TBS）
- はぐれ刑事純情派（テレビ朝日）
- 明日があるさ（日本テレビ）
- まんてん（NHK総合）

#### 単発
- ナニワ借金道 盗られてたまるか（1998年11月8日、よみうりテレビ）
- ごきげんいかが?テディベア（2001年9月22日、毎日放送）主演・橋本京子 役
- 港町人情ナース2（2007年8月8日、テレビ東京）
- 女子刑務所東三号棟7（2008年1月14日、TBS）
- 一休さん2（2013年5月5日、フジテレビ）お宮 役
- ソロ活女子のススメ2 第4話（2022年4月28日、テレビ東京）

### ラジオ番組
- オレたちやってま〜す（1999年 - 2000年・2002年 - 2003年、毎日放送）
- 花子・2丁拳銃のまだまだこどもの時間（毎日放送）
- 山田花子と杉本彩と増山さやかのちょっとどうなのよ?（2006年 - 2007年、ニッポン放送）

### 朗読劇
- 朗読劇ボイコメvol.2〜声優×吉本新喜劇（2024年、COOL JAPAN PARK OSAKA TTホール）[12]

### CM
- 大日本除虫菊「サンポール」（1996年 - 1997年）
- エイブル不動産（2000年）
- 日本コカ・コーラ「ジョージア」（2000年 - 2002年）[13]
- ノーベル製菓「はちみつきんかんのど飴」（2000年 - 2002年）
- 日清製粉（2001年）
- 日本通運（2001年）
- アース製薬（2002年 - 2008年)
- アートコーポレーション「アート引越センター」（2002年 - 2004年）
- 味の素「ほんだし かつおとこんぶのあわせだし」
- 焼肉壱番亭シリーズ
- 100満ボルト（家電量販店。1995年頃）
- 伊藤ハム「老番亭」（2005年）
- フィールズ（2005年）
- Dreamusic（2006年)
- 東洋水産（2009年）
- エイブル保証（2012年 - ）
- 湘南美容外科クリニック（2012年9月18日 - ）小籔千豊と共演
- 凸版印刷（2012年 - 2013年）
- 朝日新聞社（2013年)
- ライオン「ブライトW」（2013年3月 - ）
- ジャンボ宝くじ（2013年9月 - )

### PV
- FUNKY MONKEY BABYS 「恋の片道切符」 （CDジャケットにも山田花子のアップ写真が起用されている）

## ディスコグラフィー
Re:Japanとして発売された楽曲に関してはRe:Japanを参照のこと。
- 虹色橋（1997年、つんくプロデュース、キムラ・チャンとデュエット。つんく、高山厳、富永美樹との競作でリリースされた）
- ブス（1998年）
- MOTHER（1999年、「hanaco with PUFFY」名義、コーラスとして参加したPUFFYの同名曲のカバー）
- あの丘をめざして（2002年、「ボケモン5」名義）
- 主婦ウフフ♪（2012年10月24日）